# فالديمار هوفن

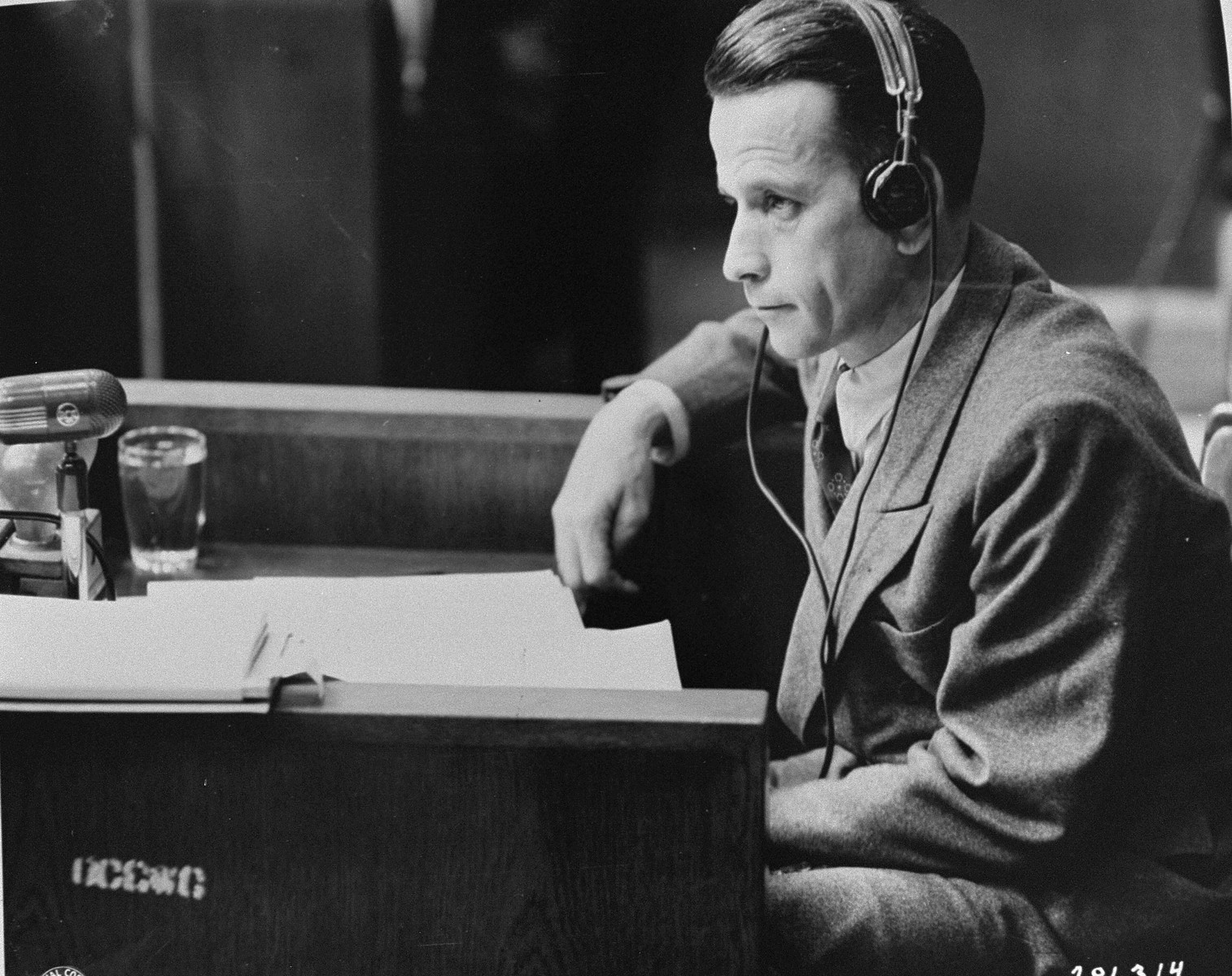
يدلي هوفن بشهادته خلال المحاكمة

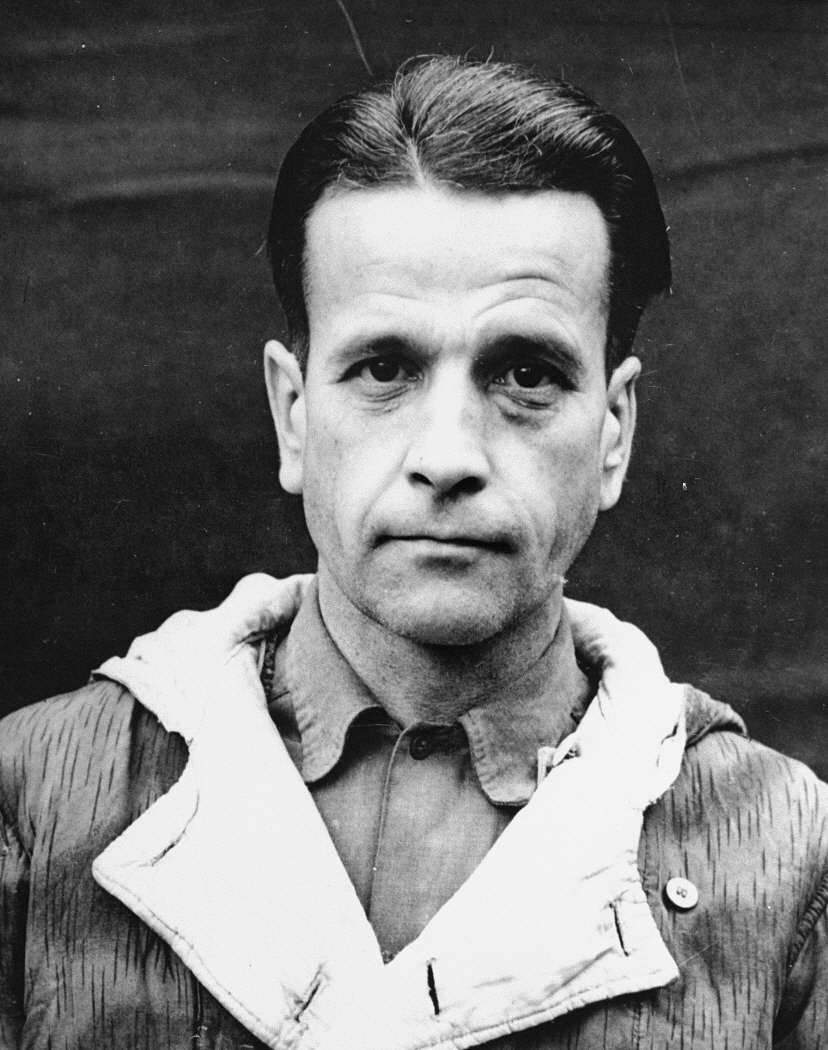
هوفن

فالديمار هوفن (بالألمانية: Waldemar Hoven)‏ (10 فبراير 1903 - 2 يونيو 1948) نازيًا وطبيبًا في معسكر اعتقال بوخنفالد.
ولد هوفن في فرايبورغ، بادن، ألمانيا. بين عامي 1919 و1933، زار الدنمارك والسويد والولايات المتحدة وفرنسا، وعاد في عام 1933 إلى فرايبورغ، حيث أكمل دراسته الثانوية. ثم التحق بجامعات فرايبورغ وميونيخ. في عام 1934، انضم إلى شوتزشتافل. في عام 1939، أنهى دراساته الطبية وأصبح طبيبا لجهاز الأمن الخاص. رقسي هوفن إلى رتبة هوبتستثرمفهرر (Captain) في فافن إس إس.
شارك هوفن في إدارة التجارب الطبية المتعلقة بالتيفوس وتحمل المصل المحتوي على الفينول، مما أدى إلى وفاة العديد من السجناء. وقد شارك أيضًا في برامج القتل الرحيم النازي، والتي قُتل خلالها الأشخاص ذوو الإعاقة، إلى جانب اليهود الذين اعتبروا غير لائقين للعمل.
ألقي القبض عليه من قبل النازيين في عام 1943، بتهمة إعطاء حقنة قاتلة من الفينول لضابط قوات الأمن الخاصة الذي كان شاهدا محتملا في التحقيق ضد إلسي كوخ، الذي تردد أن هوفن كان له علاقة غرامية. تمت إدانته وحُكم عليه بالإعدام، رغم أنه أطلق سراحه في مارس 1945 بسبب حاجة النازيين إلى الأطباء.

## محاكمة
تم القبض على هوفن في نهاية الحرب العالمية الثانية من قبل الحلفاء ومحاكمته كمتهم في محاكمة الأطباء، إحدى محاكمات نورمبرغ. وأدين بارتكاب جرائم حرب وجرائم ضد الإنسانية وعضوية في منظمة إجرامية. حُكم عليه بالإعدام وشنق في 2 يونيو 1948 في سجن لاندسبيرج في بافاريا.